# Straža Krapinska
Straža Krapinska is een plaats in de gemeente Krapina in de Kroatische provincie Krapina-Zagorje. De plaats telt 37 inwoners (2001).